# Аврора Перріно
Аврора Робінсон Перріно (англ. Aurora Robinson Perrineau, нар. 23 вересня 1994) — американська акторка.

## Життепис та кар'єра
Народилася у змішаній родині актора-афроамериканця Гарольда Перріно і білої моделі Бріттані Робінсон. 
Дебютувала в епізоді серіалу «Милі ошуканки», а в 2014 році отримала одну з головних ролей у кінофільмі «Джем і голограми». Пізніше знялася в науково-фантастичному фільмі «Рівні», а також виконала другорядну роль у другому сезоні серіалу ABC Family «Погоня за життям».
У 2015 році Перріно отримала одну із центральних ролей у прайм-тайм мильній опері ABC «Кров та нафта», граючи позашлюбну дочку персонажа Дона Джонсона від чорної жінки. Через два тижні після початку зйомок вона була замінена Мірандою Рей Майо, оскільки ABC вирішив, що персонажка має бути старшою.
У 2015—2018 роках зіграла невеликі ролі в популярних фільмах «Монстри атакують» та «Пробудження» і одну з головних ролей — у фільмі жахів «Правда або дія».

## Фільмографія
| Рік       |    | Українська назва                  | Оригінальна назва     | Роль                            |
| --------- | -- | --------------------------------- | --------------------- | ------------------------------- |
| 2024      | с  | Каос                              | Kaos                  | Еврідіка                        |
| 2022      | с  | Край «Дикий Захід»                | Westworld             | (епізод 4.1)                    |
| 2021      | ф  | Носоріг                           | Rhino                 | Роксі                           |
| 2019—2021 | с  | Блудний син                       | Prodigal Son          | Дані Пауелл (основна роль)      |
| 2019      | с  | Коли вони нас бачать (мінісеріал) | When They See Us      | Таня                            |
| 2018—2019 | с  | Назустріч пітьмі                  | In the Dark           | Дороті / Ешлі Прайм (2 епізоди) |
| 2018      | ф  | Бу!                               | Boo!                  | Морган                          |
| 2018      | ф  | Правда або дія                    | Truth or Dare         | Жизель Гаммонд                  |
| 2018      | ф  | Вірджинія — Міннесота             | Virginia Minnesota    | Еддісон                         |
| 2017      | кф | Уночі (пост-продакшн)             | At Night              | Мая                             |
| 2017      | кф | Голяка                            | Bare                  | Еллі                            |
| 2017      | с  | Шоу Кармайкла                     | The Carmichael Show   | Кейсі Норт (1 епізод)           |
| 2016      | ф  | Пробудження                       | Passengers            | Селеста                         |
| 2015      | ф  | Монстри атакують                  | Freaks of Nature      | Вампірка                        |
| 2015      | ф  | Джем і голограми                  | Jem and the Holograms | Шана Елмсфорд                   |
| 2015      | ф  | Дім не дім                        | A House Is Not a Home | Ешлі Вільямс                    |
| 2015      | ф  | Рівні                             | Equals                | Айріс                           |
| 2015      | с  | Погоня за життям                  | Chasing Life          | Марго (4 епізоди)               |
| 2014      | с  | Телеведучі                        | Newsreaders           | Гіларі (1 епізод)               |
| 2012      | в  | Небезпечний рейс                  | Air Collision         | Радіка Даршан                   |
| 2011      | с  | Милі ошуканки                     | Pretty Little Liars   | Б’янка (1 епізод)               |